# Hluboké brodění

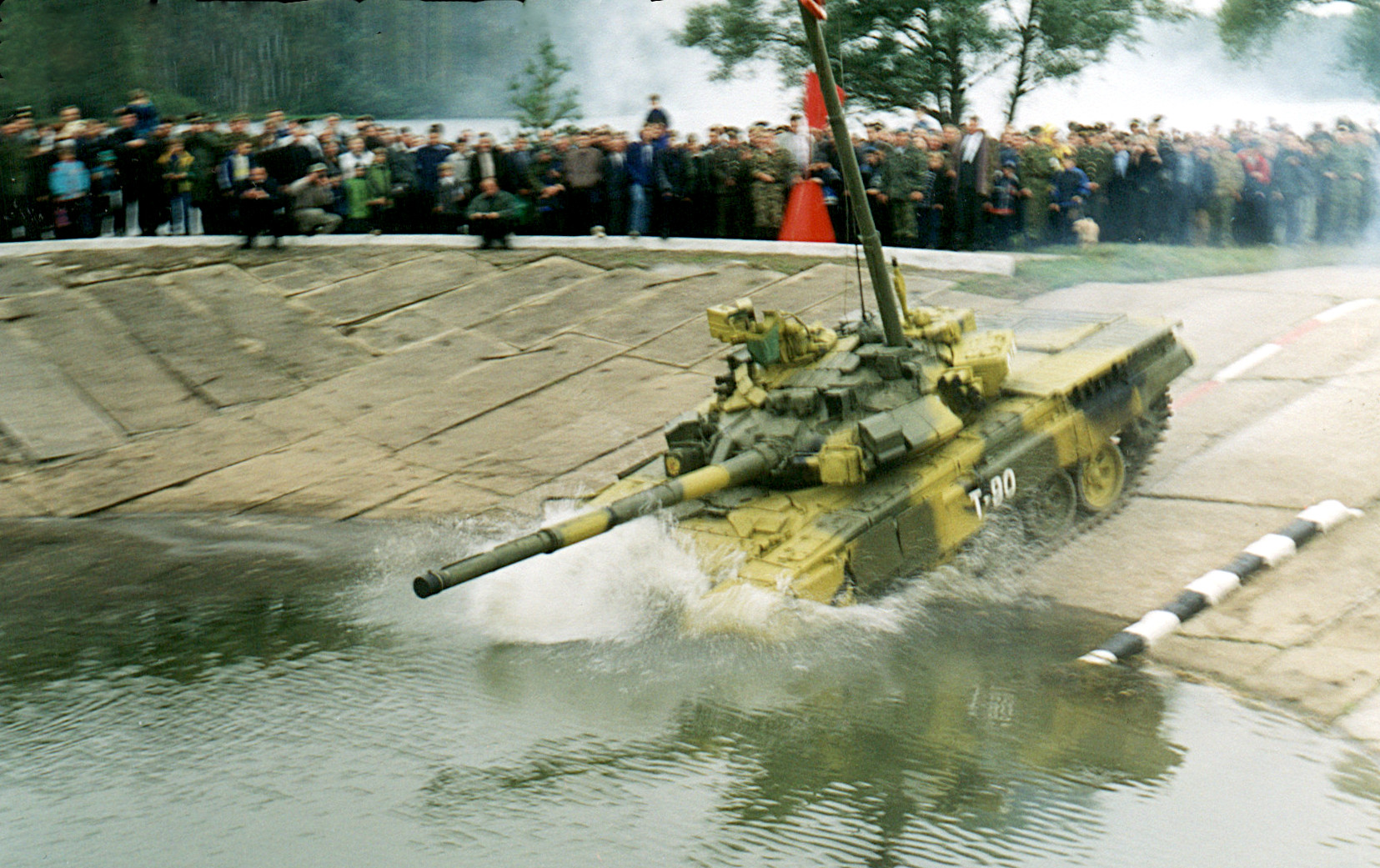
Ruský tank T-90 předvádí schopnost hlubokého brodění

Hluboké brodění je způsob přepravy těžké obrněné techniky přes vodní toky vymyšlený sovětskou Rudou armádou.[zdroj⁠?!]
Spočívá v namontování jakéhosi „komínu“ na tank či BVP. Tento komín pak jinak hermeticky uzavřenému tanku dodává vzduch pro motor a posádku, zatímco tank projede po dně vodního toku – pod hladinou.
Hluboké brodění je riskantní pro posádku tanku – pokud se komín utrhne nebo poškodí, tank zůstane na dně řeky a posádka se utopí. Sovětské jednotky také zažívaly těžké problémy s udržením směru na dně řeky.
Komín měl v Rudé armádě malý průměr (do 50 cm), pro výcvik se pak používal komín s větším průměrem umožňující posádce nouzové opuštění tanku. Tento cvičný komín se nasazoval na poklop velitele tanku.
Hluboké brodění s komínem používají pouze armády bývalé Varšavské smlouvy, armáda Jižní Koreje na svých tancích K1/K1A1 a K2 a Bundeswehr – přičemž poslední dvě jmenované mají široký komín umožňující osádce opustit tank.
Tanky USA neumí hluboce brodit, ale mají soupravy gumových zástěn ve tvaru ze dvou stran otevřeného dutého kvádru, které se nasadí jako kryt na motor (M1 Abrams) nebo na celý tank (M4 Sherman).
V případě Abramse toto zařízení umožní jen brodění do výšky věže (při vylodění) a odhodí se pohybem věže doleva, v případě Shermanu to umožnilo, aby tank plul pod hladinou.